# Neoxyletobius kirkaldyi
Neoxyletobius kirkaldyi là một loài bọ cánh cứng thuộc họ Ptinidae.